# تكنولوجيا مساعدة

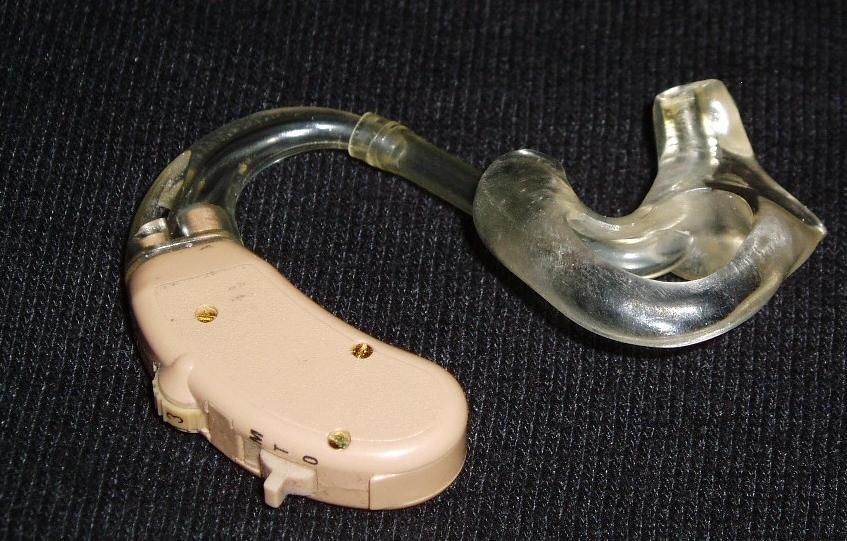
سماعة أذن

التكنولوجيا المساعدة هي مصطلح شامل يشمل الأجهزة المساعدة والتكيفية والتأهيلية للأشخاص ذوي الإعاقات مع تضمين العملية المستخدمة أيضًا في تحديدها وتحديد مواقعها واستخدامها. غالباً ما يواجه الأشخاص الذين يعانون من إعاقات صعوبة في أداء أنشطة الحياة اليومية (ADL) بشكل مستقل أو حتى بمساعدة. أنشطة الحياة اليومية هي أنشطة الرعاية الذاتية التي تشمل المرحاض والتنقل (المشي)، وتناول الطعام والاستحمام، وارتداء الملابس والحلاقة. 
يمكن للتكنولوجيا المساعدة أن تخفف من آثار الإعاقات التي تحد من القدرة على أداء أنشطة الحياة اليومية. تعمل التكنولوجيا المساعدة على تعزيز قدر أكبر من الاستقلال من خلال تمكين الأشخاص من أداء المهام التي كانوا غير قادرين سابقًا على إنجازها، أو كانت لديهم صعوبة كبيرة في تحقيق ذلك، من خلال توفير تحسينات أو تغيير أساليب التفاعل مع التكنولوجيا اللازمة لإنجاز هذه المهام. على سبيل المثال، توفر الكراسي المتحركة إمكانية التنقل المستقل لأولئك الذين لا يستطيعون المشي، بينما يمكن للأجهزة المساعدة للأكل (Assistive eating devices) تمكين الأشخاص الذين لا يستطيعون إطعام أنفسهم من القيام بذلك. بفضل التكنولوجيا المساعدة، يتوفر للأشخاص ذوي الإعاقات فرصة للحصول على أسلوب حياة أكثر إيجابية وسهل، مع زيادة «المشاركة الاجتماعية»، «الأمن والسيطرة»، وفرصة أكبر «لتقليل التكاليف المؤسسية دون زيادة كبيرة في نفقات الأسرة».

## انظر ايضا
أتمتة المنزل لكبار السن وذوي الإعاقة